# El Royo
El Royo é um município da Espanha na província de Sória, comunidade autónoma de Castela e Leão, de área 126,06 km² com população de 320 habitantes (2006) e densidade populacional de 2,50 hab/km².

## Demografia
| Variação demográfica do município entre 1991 e 2004 | Variação demográfica do município entre 1991 e 2004 | Variação demográfica do município entre 1991 e 2004 | Variação demográfica do município entre 1991 e 2004 |
| --------------------------------------------------- | --------------------------------------------------- | --------------------------------------------------- | --------------------------------------------------- |
| 1991                                                | 1996                                                | 2001                                                | 2004                                                |
| 399                                                 | 374                                                 | 327                                                 | 316                                                 |